# 阪口竜平
阪口 竜平（さかぐち りょうへい、1997年4月5日 - ）は京都府八幡市出身の陸上競技選手。専門は中距離走・3000mSC。洛南高等学校、東海大学体育学部体育学科卒業。On Athletics Club所属。身長173cm、体重54kg。

## 経歴
洛南高校3年次の全国高校駅伝1区で区間5位と好走。
大学1年次の2016年7月にブィドゴシュチュ（ポーランド）で行われた世界U20陸上競技選手権大会に1500mの代表として出場。
2年次は、日本学生個人選手権5000mで優勝を果たし、第101回日本選手権に出場した。第86回日本インカレ5000ｍでは日本人トップの3位入賞。ホクレンディスタンスチャレンジ網走大会では3000mSCに初挑戦し、大学記録を更新する8分37秒64を記録した。これをきっかけに3000mSCを主戦場とする。第29回出雲駅伝では1区で区間賞を獲得。第94回箱根駅伝ではエース区間の2区で区間7位。
3年次の第102回日本選手権3000ｍSCで4位入賞。その後は故障により戦列を離れたが、第95回箱根駅伝で復帰。7区区間2位と好走し初優勝に大きく貢献した。
4年次は4月の兵庫リレーカーニバル3000ｍSCで優勝。5月の関東インカレ3000mSCでも優勝を飾る。6月の第103回日本選手権3000mSCでは左足腓骨の剥離骨折を抱えながらも優勝し、世界陸上の参加標準記録にあと0.85秒まで迫った。ユニバーシアードでも3000mSCで6位入賞を果たしたが、その後腰を疲労骨折。出雲駅伝には強行出場したが、全日本大学駅伝・第96回箱根駅伝には出場できなかった。全国都道府県対抗男子駅伝では3区区間3位と好走した。
2021年4月の兵庫リレーカーニバル2000mSCで、5分29秒89の日本最高記録で優勝。5月のREADY STEADY TOKYOでは3000mSC日本歴代7位となる8分23秒93を記録する。
2022年4月、コロラド州ボルダーを拠点とする「On Athletics Club」に加入。

## 戦績

### 主な戦績
| 年     | 大会                                         | 種目(区間)  | 順位 | 記録       | 備考       |
| ------ | -------------------------------------------- | ----------- | ---- | ---------- | ---------- |
| 2013年 | 第18回全国都道府県対抗駅伝競走大会           | 2区(3.0 km) | 21位 | 8分48秒    |            |
| 2013年 | 第64回全国高等学校駅伝競走大会               | 2区(3.0 km) | 22位 | 8分28秒    |            |
| 2014年 | 第19回天皇盃全国都道府県対抗男子駅伝競走大会 | 4区(5.0 km) | 18位 | 14分36秒   |            |
| 2015年 | 第66回全国高等学校駅伝競走大会               | 1区(10 km)  | 5位  | 29分33秒   |            |
| 2016年 | 第21回全国都道府県対抗男子駅伝競走大会       | 1区(7.0 km) | 5位  | 20分12秒   |            |
| 2016年 | 日本学生陸上競技個人選手権大会               | 1500m       | 2位  | 3分50秒09  |            |
| 2016年 | ホクレンディスタンスチャレンジ2016           | 5000m       | 2位  | 13分51秒69 |            |
| 2016年 | 第16回世界U20陸上競技選手権大会              | 1500m予選   | 9位  | 13分49秒21 |            |
| 2016年 | 天皇賜杯第85回日本学生陸上競技対校選手権大会 | 1500m       | 11位 | 3分55秒82  |            |
| 2016年 | 第41回熊本甲佐10マイル公認ロードレース大会   | 10マイル    | 43位 | 47分45秒   |            |
| 2017年 | Husky classic                                | 3000m       | 26位 | 8分08秒07  |            |
| 2017年 | 第65回兵庫リレーカーニバル                   | 1500m       | 12位 | 3分54秒49  |            |
| 2017年 | 第51回織田幹雄記念国際陸上競技大会           | 5000m       | 19位 | 14分40秒97 |            |
| 2017年 | 第28回ゴールデンゲームズinのべおか           | 1500m       | 10位 | 3分49秒19  |            |
| 2017年 | 日本学生陸上競技個人選手権大会               | 1500m       | 5位  | 3分50秒89  |            |
| 2017年 | 日本学生陸上競技個人選手権大会               | 5000m       | 優勝 | 14分02秒64 |            |
| 2017年 | 第101回日本陸上競技選手権大会                | 1500m予選   | 10位 | 3分47秒17  |            |
| 2017年 | ホクレンディスタンスチャレンジ2017           | 5000m       | 7位  | 13分41秒09 | 自己ベスト |
| 2017年 | ホクレンディスタンスチャレンジ2017           | 3000mSC     | 2位  | 8分37秒64  | 東海大記録 |
| 2017年 | 秩父宮賜杯第57回実業団・学生対抗陸上競技大会 | 1500m       | 3位  | 3分50秒64  |            |
| 2017年 | 天皇賜杯第86回日本学生陸上競技対校選手権大会 | 5000ｍ      | 3位  | 13分47秒85 |            |

### 大学三大駅伝成績
| 学年             | 出雲駅伝                    | 全日本大学駅伝        | 箱根駅伝                         |
| ---------------- | --------------------------- | --------------------- | -------------------------------- |
| 1年生 (2016年度) | 第28回 ― - ― 出走なし       | 第48回 ― - ― 出走なし | 第93回 ― - ― 出走なし            |
| 2年生 (2017年度) | 第29回 1区-区間賞 23分16秒  | 第49回 ― - ― 出走なし | 第94回 2区-区間7位 1時間08分55秒 |
| 3年生 (2018年度) | 第30回 ― - ― 出走なし       | 第50回 ― - ― 出走なし | 第95回 7区-区間2位 1時間02分41秒 |
| 4年生 (2019年度) | 第31回 2区-区間6位 16分37秒 | 第51回 ― - ― 出走なし | 第96回 ― - ― 出走なし            |

## 自己記録
- 1500m - 3分43秒53（2020年7月18日、ホクレンディスタンスチャレンジ）
- 5000m - 13分29秒61（2020年2月28日、[Last chance meet Boston]）
- 10000m - 30分12秒64（2015年8月29日、全国高校陸上選抜大会）
- 3000mSC - 8分23秒93（2021年5月9日、READY STEADY TOKYO）